# Johnny Bredahl
Johnny Bredahl (* 27. August 1968 in Kopenhagen als Johnny Bredahl Johansen) ist ein ehemaliger dänischer Boxer, Olympiateilnehmer von 1988, sowie ehemaliger Weltmeister der WBO im Superfliegengewicht und Weltmeister der WBA im Bantamgewicht. Er ist der jüngere Bruder des Boxweltmeisters Jimmi Bredahl.

## Werdegang
Er wurde 1984, 1985 und 1986 Dänischer Juniorenmeister im Fliegengewicht und gewann die Bronzemedaille bei den Junioren-Europameisterschaften 1986 in Kopenhagen. Bei den Erwachsenen gewann er 1987 und 1988 die Dänischen Meisterschaften im Fliegengewicht sowie die Bronzemedaille bei den Europameisterschaften 1987 in Turin. Im September 1988 nahm er im Alter von 20 Jahren als jüngster Däne an den Olympischen Sommerspielen in Seoul teil, schied jedoch im ersten Kampf gegen den Syrer Hamed Halbouni aus.
Am 8. Dezember 1988 gab er sein Profidebüt gegen den Engländer Gordon Stobie und gewann nach Punkten. Nach 12 weiteren Siegen gewann er am 14. März 1992 die Europameisterschaft der EBU im Bantamgewicht gegen Donnie Hood (Bilanz: 22-5). In seinem nächsten Kampf am 4. September 1992 gewann er einstimmig nach Punkten gegen den Mexikaner José Quirino (32-7) und wurde dadurch Weltmeister der WBO im Superfliegengewicht. Jedoch gehörte die WBO damals noch nicht zu den bedeutenden Verbänden. Er verteidigte den Titel anschließend gegen Rafael Caban (19-1) sowie zweimal gegen Eduardo Nazario (8-2) und stieg anschließend ins Bantamgewicht auf. 
Am 2. Dezember 1995 boxte er in Belfast um die WBC-Weltmeisterschaft gegen Wayne McCullough (17-0), verlor jedoch durch einen äußerst umstrittenen Ringrichterabbruch in Runde 8. Anschließend gewann er wieder 19 Kämpfe in Folge, sicherte sich die Weltmeistertitel der IBO, WBU und IBC, sowie zweimal die EBU-EM. Dabei besiegte er unter anderem Harald Geier (30-1) und den späteren WBO-Weltmeister Cruz Carbajal (14-7). Am 4. März 2000 verlor er in Las Vegas beim Kampf um die WBA-Weltmeisterschaft knapp nach Punkten gegen Paulie Ayala (29-1).
Durch sechs Siege in Folge erhielt er am 19. April 2002 eine erneute WM-Chance der WBA gegen den Titelträger Eidy Moya (15-1) und gewann durch K. o. in der neunten Runde. Er verteidigte den Titel anschließend jeweils nach Punkten gegen Leo Gámez (34-8) aus Venezuela, David Guerault (29-1) aus Frankreich und Nobuaki Naka (17-0) aus Japan. Anschließend trat er im Alter von 37 Jahren in den Ruhestand. Im März 2006 kehrte er für einen letzten Kampf in den Ring zurück und gewann dabei durch Disqualifikation seines russischen Gegners Alexander Fedorow (17-3).
| Vorgänger    | Amt                                                                              | Nachfolger         |
| ------------ | -------------------------------------------------------------------------------- | ------------------ |
| José Quirino | Boxweltmeister im Superfliegengewicht (WBO) 4. September 1992 – 12. Oktober 1994 | Johnny Tapia       |
| Eidy Moya    | Boxweltmeister im Bantamgewicht (WBA) 19. April 2002 – 11. Oktober 2004          | Wladimir Sidorenko |